# Suzanne Vega
Suzanne Nadine Vega (* 11. července 1959 Santa Monica, USA) je americká folková zpěvačka, autorka a hudební producentka. Narodila se v Santa Monice v rodině počítačové analytičky švédsko-německého původu. Její nevlastní otec Ed Vega působil jako učitel a spisovatel. Vyrůstala v hispánské čtvrti.
Mezi její největší hity patří Luka, Tom's Diner nebo New York is a Woman. Mezi její hudební přátele patří mj. dnes slavný fotograf a původně i textař Brian Rose, se kterým spolupracovala především na počátku své kariéry. Suzanne má dceru Ruby (narozena 1994). V České republice měla již 18 koncertů[zdroj⁠?!], posledními byly koncerty 8. července 2015 na zámku Sychrov v rámci jejího evropského turné, 4. června 2016 v Pardubicích a 5. června 2016 ve Zlíně.

## Biografie

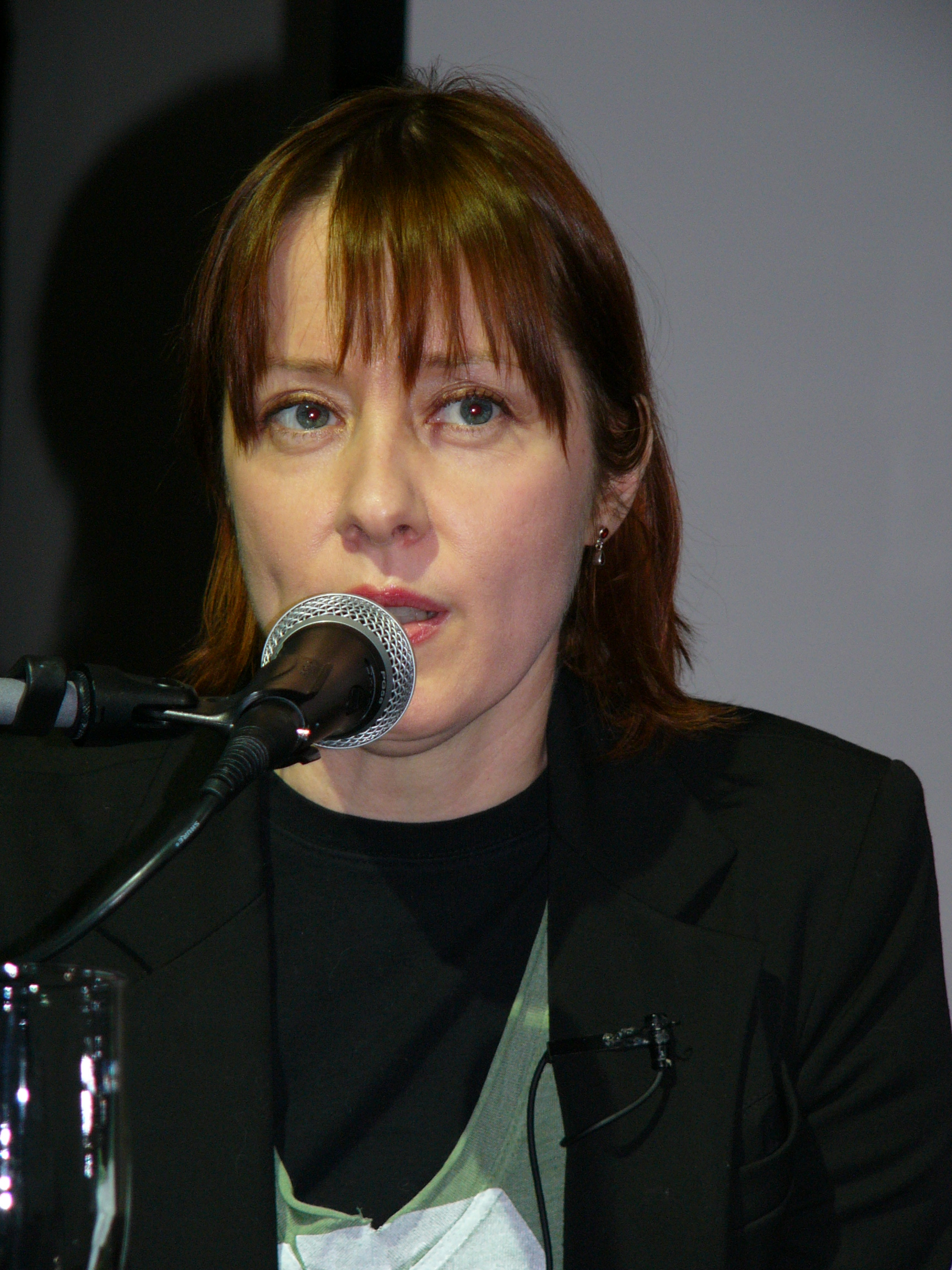
Suzanne Vega v Olomouci v roce 2006

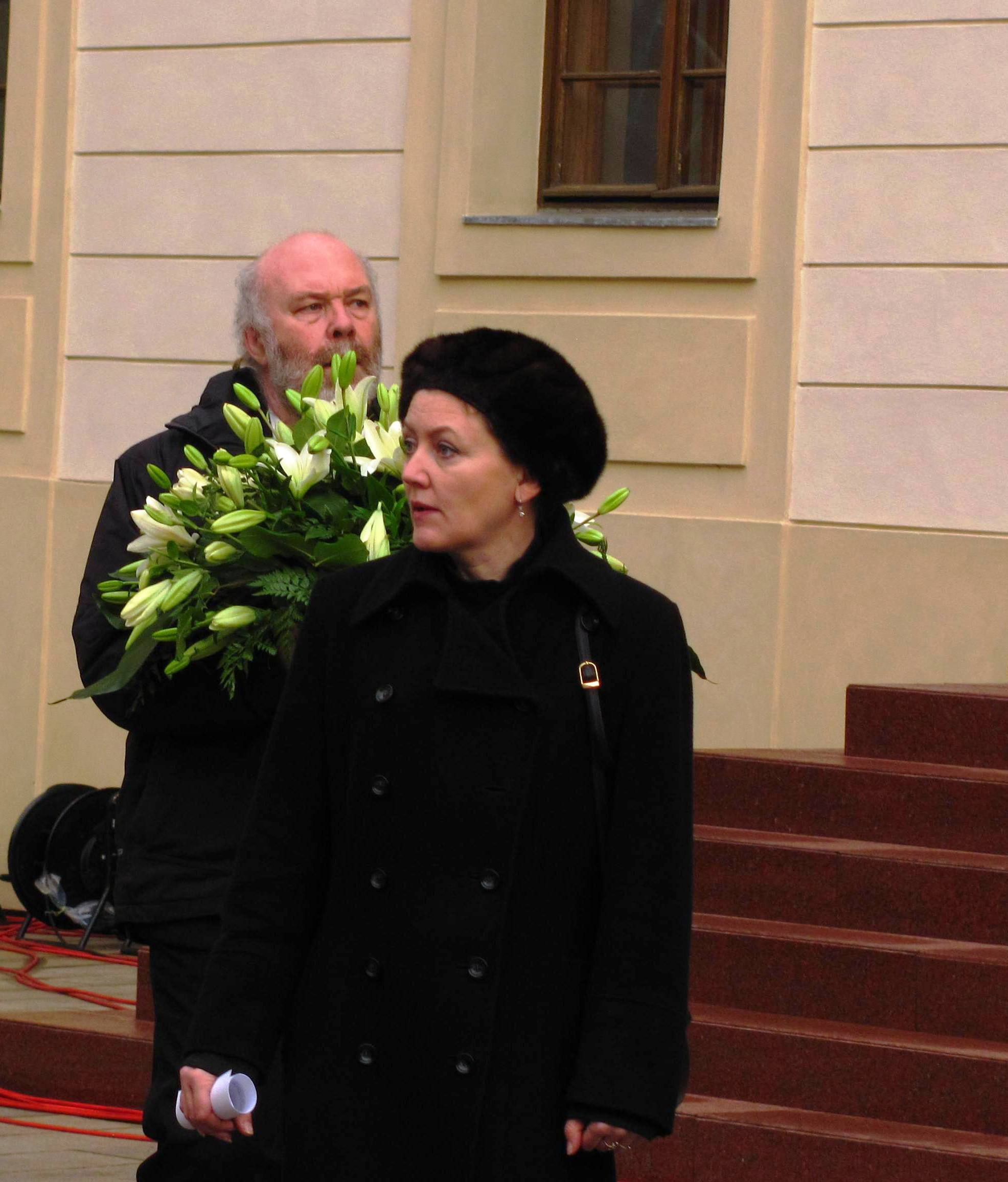
Na Pražském hradě v prosinci 2011 na státním pohřbu Václava Havla

Suzanne Vega se narodila v roce 1959 v Santa Monice v Kalifornii. Její matka byla počítačová analytička, otec pracoval jako grafik. Vyrůstala v rodině se svým nevlastním otcem, který byl učitel a spisovatel, původem z Portorika. Když bylo Suzanne dva a půl roku, odstěhovali se do New Yorku.
Suzanne začala psát první básničky v devíti letech, ve čtrnácti již složila první písničku. Později navštěvovala prestižní High School of Performing Arts, kde studovala moderní tanec. Během navštěvování kurzů anglické literatury na Barnard College také vystupovala v Greenwich Village. Byla stálou přispěvatelkou skupiny spisovatelů Jack Hardy Monday Night v kavárně na Cornelia Street. V roce 1984 podepsala svou první smlouvu s nahrávací společností.
Debutové album Suzanne Vega vyšlo následující rok. Byl to úspěšný debut: ve spojených státech sklízel převážně pozitivní recenze a ve Velké Británii se dokonce stal platinovým. Texty byly většinou zručnými miniaturami, které přesně popisovaly charaktery různých lidí. K písni Marlenne on the Wall vznikl videoklip, který vysílaly MTV a VH1. V této době také Suzanne napsala text ke dvěma písním na albu Songs from Liguid Days od Philipa Glasse.
Další deska Solitude Standing (1987) sklidila u kritiků ještě lepší hodnocení a také se lépe prodávala. Obsahuje hitovky Tom’s Diner a Luka, které měly celosvětový úspěch. Text písně Luka je o násilí na dětech, což bylo ve své době velmi neobvyklé téma popového hitu. Obě písně, Tom’s Diner i Luka, se dočkaly mnoha coververzí.
Třetí album se jmenuje Days of Open Hand (1990). Experimentálnější hudba a expresivnější texty znamenaly mírný posun oproti předchozím deskám. Následovalo album 99.9F° (1992), které představovalo mix folku, tanečních beatů a industriálních zvuků.
Páté album Nine Objects of Desire (1996) balancuje na hraně mezi jednoduchostí a industriálními výstřelky předchozího alba. Obsahuje píseň Caramel, která byla později použita jako hudební doprovod v traileru k filmu Woman on the Tier a která vyšla na soundtracku k filmu Dead Man Walking.
V roce 1997 si Suzanne zazpívala na koncepčním albu Heaven and Hell, které se týkalo tématu sedmi smrtelných hříchů. Autorem hudby a textů byl Joe Jackson, se kterým Suzanne spolupracovala již v roce 1986 v písni Left of Center ze soundtracku Pretty in Pink. Jackson tu hrál na piáno a Suzanne zpívala.
V září 2001 spatřilo světlo světa album Songs in Red and Gray. Na třech písních se producentsky podílel Mitchell Froom, kterého si Suzanne vzala v roce 1995, ale po třech letech se rozvedli. V roce 2003 vychází výběrovka The Best of Suzanne Vega, na které je 21 nejúspěšnějších skladeb. Ve Velké Británii vyšla tato deska navíc s bonusovým CD, na kterém je osm dalších písní.
Začátkem října 2006 se Suzanne Vega zúčastnila festivalu dokumentárních filmů Academia Film Olomouc. Byla pozvána, protože v té době o ní dokumentarista Christopher Seufert točil dokument, který měl zkušební projekci právě v Olomouci.
Suzanne Vega je také jednou z dvanácti osobností, které se zúčastnily Scénických rozhovorů ve Švandově divadle a které obsahuje kniha Davida Hrbka Všechno je sázka. Suzanne tuto knihu také pokřtila. Na jevišti se tak setkala s některými dalšími protagonisty knihy: Michalem Horáčkem, Davidem Radokem, Olgou Sommerovou a Václavem Moravcem.
V roce 2006 podepsala Suzanne smlouvu s legendární jazzovou nahrávací společností Blue Note Records. O rok později vyšla deska Beauty & Crime, která se dostala na 37. místo v prodejnosti alb v České republice.
Při dvou příležitostech spolupracovala s velšským hudebníkem Johnem Calem. Nazpívali spolu dva duety: „The Long Voyage“ (album Chansons des mers froides, 1994) a „So Long, Marianne“ (Bleecker Street: Greenwich Village in the 60's, 1999).
Blízké přátelství ji pojilo s Václavem Havlem.

## Diskografie
- 1985 – Suzanne Vega
- 1987 – Solitude Standing
- 1990 – Days of Open Hand
- 1992 – 99.9F°
- 1996 – Nine Objects of Desire
- 2000 – Tried and True, The Best of
- 2001 – Songs in Red and Gray
- 2003 – Retrospective: The Best of Suzanne Vega
- 2007 – Beauty & Crime
- 2014 – Tales from the Realm of the Queen of Pentacles
- 2016 – Lover, Beloved: Songs from an Evening with Carson McCullers
- 2025 – Flying with Angels

## Zajímavost
Nástroje, na které Suzanne Vega hraje, pocházejí z Česka, z dílny Františka Furcha.